# Анис, Андре
Андре Анис (эст. Andre Anis; 25 мая 1977, Таллин) — эстонский футболист, левый защитник и полузащитник. Выступал за национальную сборную Эстонии.

## Биография

### Клубная карьера
Воспитанник таллинской футбольной секции «ЛСМК/Пантрид». Взрослую карьеру начал в сезоне 1993/94 в составе таллинской «Нормы», сыграв один матч в чемпионате, команда стала серебряным призёром чемпионата Эстонии.
С 1994 года в течение почти десяти лет выступал за клубы, входившие в систему таллинской «Флоры» — команды из посёлка Лелле, «Тервис» (Пярну), «Тулевик», «Курессааре». В составе «Тулевика» провёл пять сезонов, становился серебряным призёром чемпионата Эстонии и двукратным финалистом Кубка страны.
Всего в высшей лиге Эстонии сыграл 135 матчей и забил 9 голов.
В последние годы карьеры играл в первой лиге за таллинский «Калев» и за любительские команды низших дивизионов.

### Карьера в сборной
Выступал за юношеские и молодёжные сборные Эстонии, начиная с 16 лет.
В 1995 году был вызван в национальную сборную Эстонии перед Кубком Балтии, где сыграл один матч, 19 мая 1995 года против Латвии. Пять лет спустя получил новый вызов и в феврале 2000 года принял участие в двух матчах Кубка короля Таиланда, против сборных Финляндии и Таиланда. Все три своих матча отыграл не полностью.

## Достижения
- Серебряный призёр чемпионата Эстонии: 1993/94, 1999
- Финалист Кубка Эстонии: 1998/99, 1999/00